# Хронология истории Йемена
Хронология истории Йемена-государства на юге Аравийского полуострова.

## Древний период
- 5000-3000 года до н. э. — В горах Йемена появляются первые поселения неолитического века.
- с 3000 года до н. э. — Жители гор начинают строить мегалитические сооружения и пользоваться инструментами бронзового века.
- III тыс. до н. э. Начало морского судоходства вдоль берегов Аравии и Северо-Восточной Африки.
- с 2000 г. до н. э. — Начало проведения ирригационных работ в вади Адхана в Марибе.
- около 1900 г. до н. э. — Территория древнего Мариба (Мариаба) усеяна значительным числом древних поселений, мест поклолений, кладбищ, сельскохозяйственных построек и ирригационных систем. Согласно радиоуглеродному анализу, первое поселение на территории Мариба возникло около 1900 г. до н. э.
- с 1400 г. до н. э. — Одомашнивание верблюда, возникновение южно-арабских торговых государств.
- I тыс. до н. э. Сокотра находится под властью правителей Хадрамаута. Некоторые исследователи полагают (проф. Мухаммад Мегалломатис), что в этот период существовала Йеменская региональная морская держава, доминировавшая в районе Аравии и Африканского Рога.

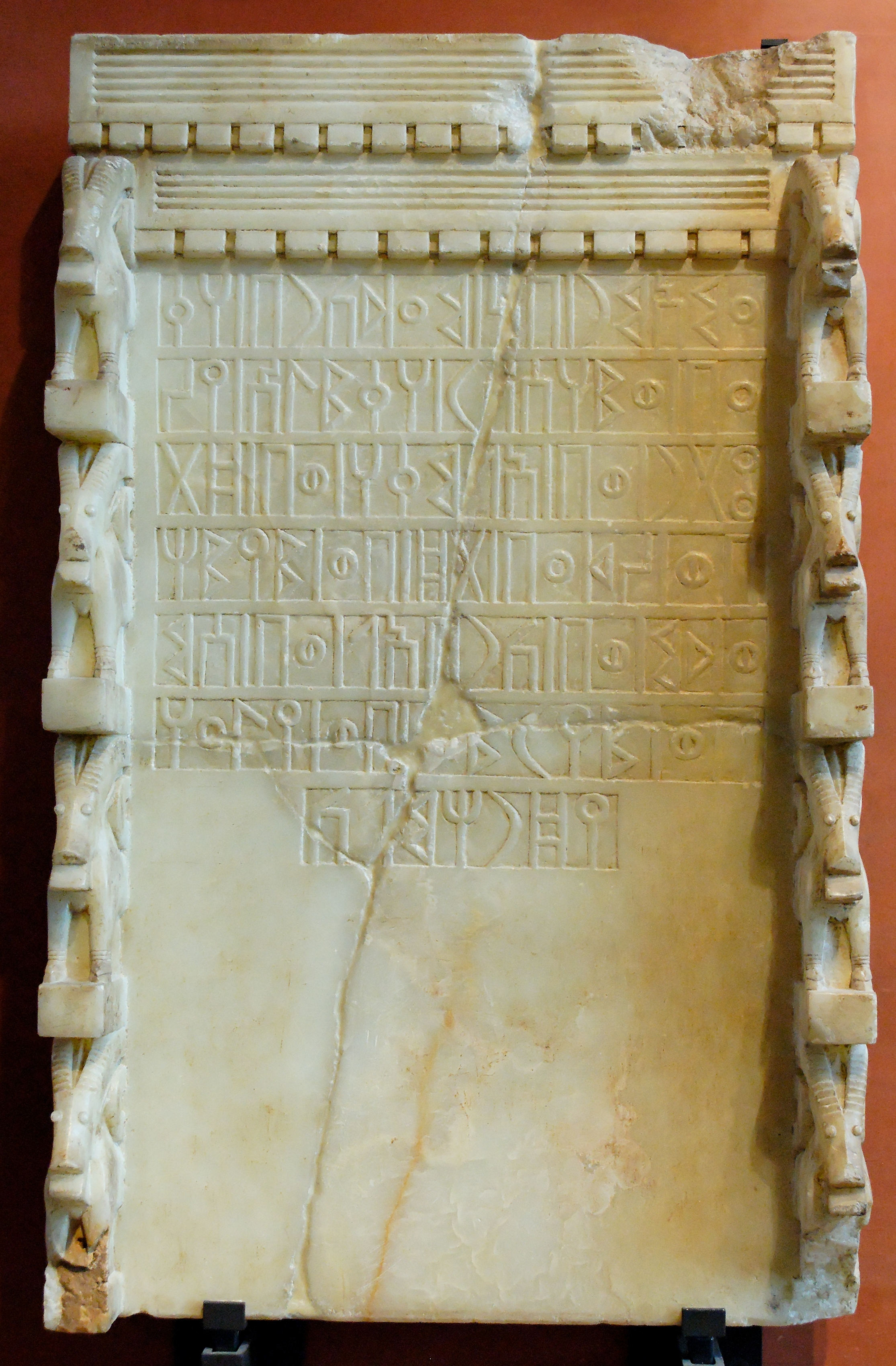
Древнесабейская посвятительная надпись Алмакаху

## XII век до н. э.
- с 1200 г. до н. э. — В железный век на окраинах восточной пустыни появляются городские поселения. Зарождение государства Саба (Сабейское царство). Берёт своё начало Южноаравийская культура.

## X век до н. э.
- 960 год — Визит правительницы Сабы (Шебы) Билкис к царю Соломону (сведения из Библии и Корана). с 965—926 гг. до н. э. — Правление царя Соломона в Израиле. Легендарная правительница аравийского царства Саба (Шеба) царица Савская (ивр. מלכת שְׁבָא‎, Малка́т Шва́, перс. ملكة سبأ‎, Малика́т Са́ба, древнеэфиоп.ንግሥተ ሳባ, Ниги́ста Са́ба), чей визит в Иерусалим к израильскому царю Соломону (правил в 965-928 до н. э.) описан в Библии.

## VIII век до н. э.

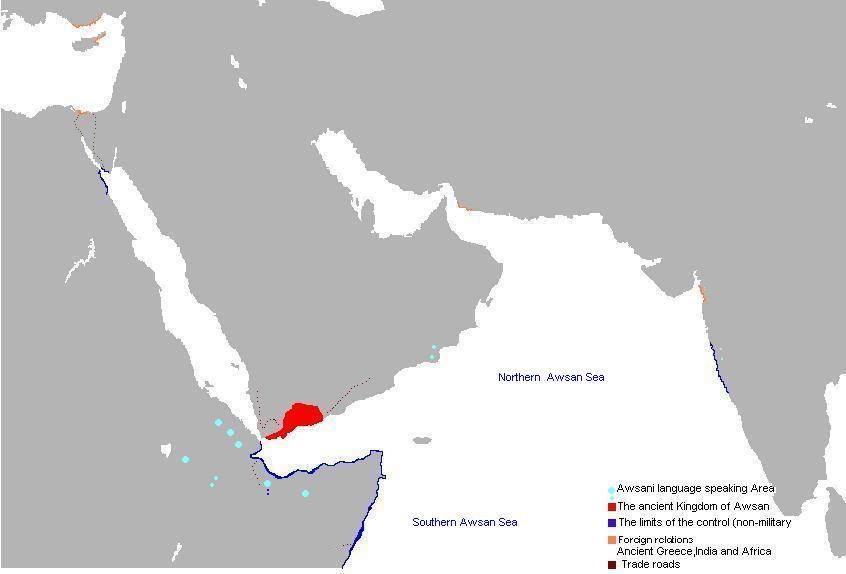
Территория царства Аусан и районы его влияния. Даже было два Аусанских моря — северное и южное.

- Период рассвета Аусанского государства, предположительно, приходился на VIII век до н. э., когда Аусаном были завоёваны земли Катабана и части Хадрамаута. Точное расположение предполагаемой столицы Аусанского царства не установлено. Раскопки на месте современного холма Хагар-Асфаль (древний Хагар-Йахирр) в вади Марха позволяют предполагать наличие в этом месте крупного города или поселения со столичным статусом. Археологические находки в районе древнего Аусана свидетельствуют о сильном эллинистическом влиянии, имевшем место в позднеаусанском царстве (конец I тыс. до н. э.). Подобное влияние может быть связано с хорошо развитой караванной торговлей в Аусанском царстве, находившемся на Пути благовоний.
- с 750 г. до н. э. — Возведение плотины около города Мариб. Строительство дворцов, храмов и укреплений в Сирвахе. Появление южно-арабского алфавита. Становление независимых соперничающих государств Хадрамаут (столица — Шабва), Аусан (столица — Адан или Аден), Катабан (столица — Тимна) и Маин (столица — Иасиль, затем Карнаву).

## VII век до н. э.
- Сабейское царство достигло пика своего могущества в начале VII веке до н. э. во времена царя Kaрибила Ватара Великого.
- Аусан был покорён царями Сабы в VII веке до н. э..

## VI век до н. э.
- с 500 г. до н. э. — Период процветания Сабейского царства, строительство на подъёме. Первые правители известные как мукаррибы (700—450 гг. до н. э.), позднее как цари Сабы.

## IV век до н. э.
- 330 г. до н. э. По совету Аристотеля его ученик, Александр Великий (Македонский), посылает отряд греков, земляков Аристотеля, для захвата Сокотры и обеспечения доступа к лучшему в мире алоэ. Греки вытесняют с острова индусов, называвших остров «Двипа сукхадхара» («остров блаженства») и называют его Диоскорида по ассоциации с прежним названием и в качестве посвящения Диоскурам — братьям Кастору и Поллуксу, которые, в соответствии с греческой мифологией, покровительствовали мореплавателям.
- Во 2-й половине I тыс. до н. э. цари Сабы теряют контроль над многими территориями, а доминирующая роль в Южной Аравии переходит к Катабану.
- Незадолго до конца IV или в начале III веке до н. э. Катабану во времена правления короля Джада B Джига, вероятно, в союзе с соседними государствами Минейским и Хадрамаут удалось избавиться от сабейской гегемонии.
- с 300 г. до н. э. — Упадок Греческой империи, господство Римской империи.

## III век до н. э.
- Незадолго до конца IV или в начале III веке до н. э. Катабану в союзе с соседними государствами Минейским и Хадрамаут удалось избавиться от сабейской гегемонии.
- с 220-30 гг. до н. э. — Царь Сабы завоевывает г. Шабва. Череда войн за главенство.

## II век до н. э.
- Саба, по не до конца понятным пока причинам, стала приходить в упадок, зато в это же время переживало бурный расцвет йеменское Нагорье, на юго-западе которого сложилось Химьяритское царство. Между химьяритами и сабеями начались войны, изначальные причины которых неизвестны.
- с 115—109 гг. н. э. — Появление государства Химьяр, соперничающего с Сабой за право ведения морской торговли через химьяритские порты (караванная торговля теряет своё значение). Корабли начинают использовать прямой торговый путь из Индии в Египет. Химьяритский период ознаменует начало интенсивного террасного земледелия. Химьяритское царство просуществовало в течение 600 лет (115—525 гг. н. э.).
- 100 г. до н. э. — Экспансия Сабы за счет завоевания государства Ма’ин.

## I век до н.э.
- I век до н.э. — В Катабане была предпринята одна из первых в мире попыток создания представительной демократии в форме своеобразной «конституционной монархии».[1].
- В I в. до н. э. контроль над Марибом (Сабейское царство) устанавливает Химьяр.
- К концу I в. до н. э. химьяриты захватили большинство южноаравийских царств (Минейское, Катабанское)
- I век до н. э. — химьяриты захватили большинство пунктов морской торговли на юго-западном побережье Южной Аравии.
- Вторая половина I века до н. э. — Химьяритское государство сумело победить и присоединить к своим владениям Сабейское царство.
- В 25 г. до н. э. римский второй префект Египта (римский наместник Египта), Элий Галл, с 3 легионами и вспомогательными войсками Ирода Великого предпринял неудачный поход в регион и в пределах Мариба теряются следы его армии.
- I в. до н. э. Диодор Сицилийский пишет: «Сокотра является главным в мире поставщиком ладана и мирры. Остров является начальной точкой Аравийской „дороги благовоний“: отсюда драгоценные смолы и другие ценные товары морем доставляются в Аден и Кану» (древний хадрамаутский порт на аравийском побережье у подножья горы Хусн аль-Гураб).
- I в. н. э. Автор «Перипла Эритрейского моря» говорит о сокотрийцах в своем труде: они селятся в северной части Диоскориды. Это смешанное население из аравийцев, индийцев и греков. Остров подвластен правителю Хадрамаута.

## I век
- 52 г н. э. Апостол Фома терпит кораблекрушение у берегов Сокотры по дороге в Индию. Он обращает греков в христианство, строит первую христианскую церковь из обломков своего корабля.
- I век — Столица Катабана город Тимна была разрушена в результате первого завоевания Катабана химьяритами в I веке н. э.
- с 100—200 гг. — г. Сана (наряду с г. Марибом) становится объединённой резиденцией правителей государства Саба.

## II век
- Первая Химьяритская держава распалась в начале II в. н. э., когда от неё отделились возродившиеся Сабейское и Катабанское царства. Мариб вновь становится столицей независимого Сабейского царства.
- Ослаблением Химьяра воспользовались также Эфиопия, занявшая красноморское побережье Йемена, и Хадрамаут, захвативший восточные районы Империи, а также завоевавший Катабанское царство через несколько десятилетий после его отделения от Химьяра.
- с 100—200 гг. — г. Сана (наряду с г. Марибом) становится объединённой резиденцией правителей государства Саба.
- II век — После восстановления независимости Катабана (Катабан был аннексирован Хадрамаутом примерно между 160—210 годами н. э.) его столица была перенесена в город Зат-Гайлум.
- Примерно между 160 и 210 годами Катабан был аннексирован Хадрамаутом, а затем перешёл под контроль Сабы. В конце того же века территория Катабана перешла под контроль Химьяра[2]. Сабейские правители стремились подчинить себе Химьяр, которым тогда правил царь Саран Йа’уб Йухан’им (Tharan Ya’ub Yuhan’im). Сабейский царь Алхан Нахфан ('Alhan Nahfan), сын Йарима Аймана I (Yarim Ayman I), и его сын Шаир Аутар (Sha’ir Awtar) объединились против Химьяра с Гадарой, негусом Аксума, и с Йадаабом Гайланом, царём Хадрамаут. Аксум, вероятно, сравнительно новое действующее лицо на аравийской сцене, была заинтересована в ослаблении торгового контроля химьяритов над Красным морем и его противоположным берегом, и её помощь помогла сабеям получить благоприятное соотношение сил. Но также Аксум привнёс в южноаравийскую политику новый фактор, который не удавалось полностью устранить вплоть до персидского завоевания, случившегося спустя века; абиссинское присутствие превратило конфликт между Сабой и Химьяром в бессрочное противостояние за полный контроль надо всем регионом.

Около 230 года н. э.

## III век
- Между 160 и 210 гг. государство Катабан распадается, Хадрамаут присоединяет к себе его территорию.
- к III веку Химьяр вновь становится доминирующим царством в регионе.
- 217/218 гг. — Сабейские войска разрушают столицу Хадрамаута — г. Шабву.
- с 210—250 гг. — Возведение дворца Гумдан в г. Сана.
- 270—280 гг. — Химьяриты разбивают сабейцев. Так как Саба вновь вошла в состав Химьяритского царства, его цари стали именоваться царями Сабы и зу-Райдана.
- 280—295 гг. — Химьяриты подчиняют себе государство Хадрамаут.
- 300 г. — г. Зафар становится столицей Химьяра.

## IV век
- 300 г. — г. Зафар становится столицей Химьяра. Строительство дворцов в г. Зафаре (c 383 г.).
- В IV в. химьяриты последовательно подчинили территорию Хадрамаута и стали называть себя царями Сабы и зу-Райдана и Хадрамаута и Йаманата, то есть всего Йемена.
- IV век н. э. в связи с повсеместным распространением христианства в Старом Свете аравийская торговля благовониями прекращается. Мир теряет к Сокотре всякий интерес.
- В IV веке здесь, видимо, происходили смуты. В распрю тогда вмешались эфиопские цари, которые около 340 г. вторглись в страну и захватили часть юга Аравийского полуострова.
- c. 340 г. — Первые документально подтвержденные сведения о появлении христианства в Йемене. Римский император Константин II отправляет епископа Теофилиуса с острова Сокотра к химьяритскому двору. Строительство церквей. Римляне и их христианские союзники из Эфиопии контролируют морские пути в регионе.
- Только около 375 г., когда власть принял Маликкариб Йухамин, химьяриты сумели покончить с эфиопским господством. К концу его царствования, Химьяр сумел значительно расшириться и объединить под своей властью всю территорию Южной Аравии.

## V век

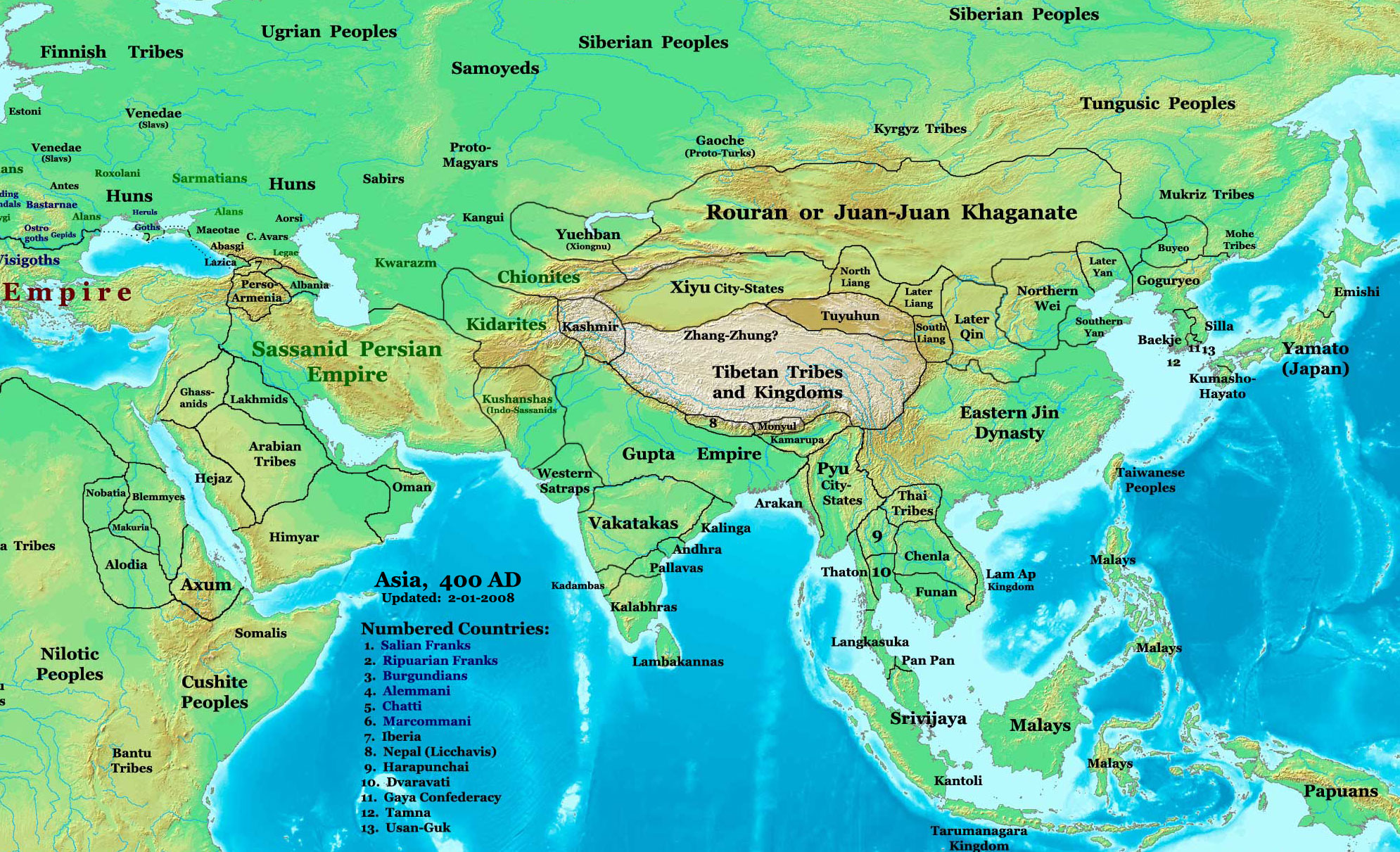
Химьяр в V веке

- Между концом IV века хр. э. и 525 годом некоторые из царей Химьяра (и основная часть элиты) приняли иудаизм. Это следует из найденных монотеистических надписей, Книги химьяритов и таблиц арабских историков Хамзы Исфаханского и Абу-лафиды. По крайней мере два царя совершенно точно упоминаются в этой связи: первым был царствовавший примерно в середине V века Харит ибн Амру, вторым — Зу Нувас Юсуф Асар Ясар (Масрук).

## VI век
- 518 г. — Царь Зу Нувас принимает иудаизм.
- 523 г. — Зу Нувас объявляет войну абиссинцам южной Аравии и их христианским союзникам. Кровавая бойня при сдаче христианского города Наджран.
- В 525 году н. э. крещеный негус Эфиопии Аксума послал свой флот к другому берегу Красного моря. Солдаты и боевые слоны поплыли на Восток на несмоленых плотообразных судах, чтобы распространять Евангелие. В последующие десятилетия эта армия завоевала обширные территории Аравии. Первый удар был нацелен на столичный Зафар. Город, подобно небесной твердыне, располагался на высоте 2800 м над уровнем моря на потухшем вулкане. Длина его стен, изобиловавших башнями и набатными колоколами, составляла 4,5 км. В нём жили около 25 тысяч человек.[3]
- 525 г. — Абиссинская армия одерживает победу над Дху Нувасом. Химьяритское царство становится частью Аксумской империи (525—575 гг.).
- 537 г. — Абиссинский наместник Абраха, аксумский предводитель, начинает править Йеменом.
- 570 г. — Абраха предпринимает неудачное нападение на Мекку с войском, в составе которого были боевые слоны.
- с 575 г. — Химьяритские правители просят персов завоевать Йемен и изгнать абиссинцев.
- 575 г. — Падение Аксумской империи. Персы захватывают Йемен, который на протяжении полувека становится частью Сасанидской империи.
- 600 г. — Окончательное разрушение плотины в Марибе без дальнейшего её восстановления.

## VII век
- 600 г. — Окончательное разрушение плотины в Марибе без дальнейшего её восстановления.
- с 628 г. — Персидский губернатор южной Аравии Бадхан принимает ислам, при жизни пророка Мухаммеда в Йемене начинается эра ислама. Арабский язык вытесняет ранний южно-арабский язык.
- В 628 жители Йемена приняли ислам, и лично пророк Мухаммед приветствовал постройку в Сане первой мечети.
- В 628 году приходит ислам и Мариб начинает приходить в упадок.
- 660 г. — Династия Омейядов в Дамаске управляет Йеменом.

## VIII век
- 750 г. — Йемен находится под властью Аббасидов из Багдада.

## IX век
- 819—1018 гг. — Династия Зиядидов утверждается на территории равнины Тихама.
- 847 год — Во внутренних регионах Йемена, в Санаа с 847 года доминировала местная династия Яайфу (Banu Yu’fir).[4] Появление первой независимой местной исламской династии Яфуридов; правление осуществляется из г. Санаа.
- 893 год — Аль-Хади иля-ль-Хакк Яхья пришёл в Йемен из Хиджаза. Он пытается построить базу зайдитской власти в регионе. Его целью было избавить население от плохих религиозных практик и довести выгоду свей версии ислама. Яхъя достиг аш-Sharafah, находящийся на некотором расстоянии от Санаа, но затем был вынужден повернуть назад, так как не нашел восторженный прием на который надеялся.
- 896 год — Некоторые племенные вожди из Саада и округа Хаулан (Khwlan) пригласил Аль-Хади иля-ль-Хакк Яхья вернуться и примирить раздираемые друг друга кланы в Северном Йемене.
- 897 год — Аль-Хади иля-ль-Хакк Яхья в очередной раз приехал из Хиджаза со своим дядей Мухаммедом и с другими родственниками. Он достиг Саада, где и был провозглашен имамом. Новый имам принял почетное имя аль-Хади иля-ль-Хакк Яхъя.[5] Новый правитель покорил Наджран, создав прочную базу среди племенных групп северного Йемена.[6]
- 898 год — Первый зайдитский имам Яхъя Аль-Хади закрепляется в г. Саада и основывает династию, просуществовавшую до 1962 г.

## X век
- Январь 920. — Трехдневная битва между исмаилитами и зайдитами у Нагфаш (англ. Nughash), к северо-западу от Санаа.
- 945 г. — В Санаа умирает историк и географ Аль-Хамдани.
- 951 г. — Саид Ахмад ибн Иса Аль-Махаджир прибывает из Ирака и распространяет шафиизм (суннитская богословско-юридическая школа).

## XI век
- 819—1018 гг. — Династия Зиядидов правит на территории прибрежной равнины Тихама.
- ок. 1022—1153 гг. — Династия Наджахидов.
- В 1035 году основана Мукалла как рыбацкое поселение. До середины XI века эта область входила в состав Омана, а затем в состав йеменских государств.
- 1047—1138 гг. — Династия Сулайхидов
- До середины XI века эта территория Хадрамаута входила в состав Омана, а затем в состав йеменских государств.
- 1069 г. — Сулайманиды оккупируют северную прибрежную часть равнины Тихама.
- 1086—1138 гг. — Царица Арва, «Билкис-младшая», из династии Сулайхидов правит Йеменом на протяжении полувека. Столица переносится в г. Джибла.
- В 1099 году Хатим I бин аль-Гашим из династии Хамданидов стал независимым наследственным султаном Саны. Хамданиды признали себя вассалами фатимидского халифа.

## XII век
- 1086—1138 г. — Королева Арва, «Билкис-младшая», из династии Сулайманидов правит Йеменом на протяжении полувека. Столица переносится г. Джибла.
- 1159—1173 гг. Махдиды овладевают Забидом и Харадом, представляя угрозу для Сулайманидов.
- 1173 г. — Вторжение в Йемен братьев Салах ал-Дин из Египта. Правление династии Айюбидов (1173—1228). Айюбиды господствуют на большей части Хадрамаута за исключением Тарима и Шибама (захвачен Ибн Махди в 1219 г.).
- 1173 год — первое упоминание Таиза, когда Туран-шах I ибн Айюб, брат Саладина, приезжает в Йемен. Укрепление стен города.
- 9 августа 1173 года после падения с лошади умирает отец Салах ад-Дина Айюб, и Нур ад-Дин Махмуд понимая, что у находящегося в военном походе Салах ад-Дина не осталось влияния в Каире, готовится к захвату Египта. В начале 1174 года Салах ад-Дин отправляет своего брата Туран-шаха в кампанию по захвату порта Аден и Йемена — возможного запасного плацдарма для врагов на случай вторжения в Египет.
- В 1173—1174 гг. (569 г. хиджры) Туран-шах во главе армии Салах ад-Дина вторгся в Йемен, что стало полной неожиданностью для йеменских правителей, ослабленных в тот момент междоусобными войнами. Туран-шах с лёгкостью завоевал государства Хамданидов в Сане, Махдидов в Забиде и Зурайидов в Адене, установив власть Айюбидов во всёй Западной Аравии и на большей части Йемена. В результате похода Туран-шаха власть Айюбидов признали также в священных городах Мекке и Медине, а также в Хадрамауте. После того, как в 1174 году Салах ад-Дин с небольшим отрядом без особого сопротивления овладел Дамаском, Хамой, Халебом и всей остальной сирийской территорией, первым своим наместником в Сирии он назначил Туран-шаха. Оставив в Йемене своего наместника, Туран-шах уехал в Дамаск.
- 1175 год — Таиз становится столицей подчинённой династии Айюбидов провинции на территории Йемена[7].

## XIII век
- 1229 год — Последний правитель династии Айюбидов покидает г. Таиз и отправляется в Египет. Умар I Нур ад-дин из династии Расулидов провозглашает себя султаном Йемена. Расулиды правят в южной Аравии до 1454 г.
- 1274 год — Хабудис из Зафара захватывает Хадрамаут (впоследствии он снова отвоевывается Расулидами).
- 1288 год — Альмудаффар, II правитель Расулидов делает Таиз второй столицей династии, после Забида.
- 1298 год — Марко Поло описывает порты Йемена и о. Сокотра.

## XIV век
- 1323/24 гг. — Правление зайдитских имамов (резиденция — г. Сана).
- 1328 г. — Ибн Баттута, арабский путешественник и писатель, посещает Йемен. Он посещает Таиз и описывает его как один из крупнейших и красивейших городов Йемена.
- 1379 год — Год основания Султаната Катири.

## XV век
- 1454 г. — Расулиды правят в южной Аравии до 1454 г.
- 1454—1517 гг. — Южный Йемен находится под властью Тахиридов.
- В 1456 году Тахирид Амир I захватил город Санаа, однако уже в 1507 году Санаа заняли вторгшиеся из Египта Мамлюки.
- 1488 год — Племя Катири, во главе с Badr Abu Towairaq, вторгаются в Хадрамаут из горного Йемена и захватывают Тарим и затем Сайвун.[8]
- 1500 год — (примерно): Столица переносится в Сану.

## XVI век
- 1500 год — (примерно): Столица переносится в Санаа.
- Январь 1507. Португальский флот короля Мануэля (1496—1521) под командованием адмиралов Тристана да Куньи и Альфонсу д’Альбукерки захватывает Сокотру. Португальцы штурмуют махрийский форт вблизи селения Сук (Шек) — тогдашней столицы Сокотры. Махрийский правитель Сокотры ат-Таваари аз-Зувейди убит. Португальцы строят в Суке церковь Богоматери Победы, оставляют на острове гарнизон из 100 человек под командой Альфонсо ди Норонья.
- Май 1507. Альбукерки руководит карательной акцией против мятежных островитян, симпатизирующих махрийцам и досаждающих португальскому гарнизону. Местные жители обложены контрибуцией.
- В 1507 году Санаа заняли вторгшиеся из Египта Мамлюки.
- В августе 1507 г. Афонсу де Албукерки высадился на острове Сокотра и основал там португальский форт, в силу удачного расположения способный парализовать всю арабскую морскую торговлю.
- 1510—1511. Махрийцы, под предводительством Хамиса и Амра, сыновей Саада бен аз-Зувейди, атакуют португальцев на Сокотре.
- 1511 год — Португальцы покидают Сокотру, так как толку от военной базы на Сокотре было мало. Власть над островом вновь переходит к султанам Махры.
- 1513 год — Толку от военной базы в Сокотре было мало, а на взятие ближайшего города на аравийском берегу, Адена, португальцам не хватало людей. Пополнив ряды своей армии индийскими добровольцами, Албукерки всё-таки отплыл в сторону Адена, но при попытке взять его с боя в 1513 году потерпел неудачу. Даже в эпоху португальцев Аден был ещё в таком цветущем состоянии и так укреплён, что сам Албукерки со своим флотом в 1513 году должен был отказаться от его завоевания.
- 1515 год — Турки-османы останавливают наступление египетских мамлюков.
- 1516 год — Таиз попадает под власть Османской империи.
- 1517 год — После вмешательства египетского паши Санаа приобрела статус автономного султаната, и власть имамов была ограничена.
- 1538 год — Паша Аль Кхадим, командующий флотом султана Османской империи — Сулеймана I Великолепного, захватывает Аден.
- 1538 год — Первая Османская оккупация (до 1630).
- 1541. Португальский адмирал Жоао ди Кастро посетил Сокотру, оставил интересное описание острова.
- 1541—1542. На Сокотре по пути в Индию побывал Франциск Ксаверий.
- Середина XVI в. Игнатий Лойола, основатель ордена иезуитов, сообщает: на Сокотре проводятся христианские богослужения, но нет ни священников, ни монахов.
- 1547 год — Турецкие войска берут Санаа (1200 человек убитых).
- 1548 год — жители Адена восстали против турецкого владычества и португальцы захватили его, однако, в этот же день турки под командованием Пири-реиса отбили город[9].
- 1597 год — В 16 в. Йемен был захвачен Османской империей, но уже в 1597 году в стране началось восстание под руководством зейдитского имама аль-Касема, который основал сильное теократическое государство.
- 1597—1620 гг. — Правление зайдитского имама Аль-Касима I. Возглавляемое им восстание против турок положило начало войне за независимость.

## XVII век
- Сентябрь 1614 года — нидерландский мореплаватель Питер ван ден Брукке (1585—1640) установил небольшой торговый пост в Эш-Шихре, который состоял из трёх человек. В июле 1616 года пост был закрыт.
- 1600-е годы — Строительства моста в Шахаре.
- Июль 1616 года — В Эш-Шихре закрыт торговый пост, который в 1614 году установил голландский мореплаватель Питер ван ден Брукке.
- c. 1618 г. — Голландцы и англичане строят фабрики в г. Мукха (Мокха).
- 1597—1620 гг. — Правление зайдитского имама Аль-Касима I. Возглавляемое им восстание против турок положило начало войне за независимость.
- 1630 год — Первая Османская оккупация (с 1538).
- 1635 г. — Зайдитские имамы изгоняют турок-османов. Начало длительного периода правления, осуществляемого из г. Санаа.
- К 1680 год — Род Аль-Абили возглавил племена Бейхана, объявил о создании независимого от Турции эмирата и был признан хашимитскими шерифами Мекки в качестве потомков Пророка Мухаммеда и, соответственно, в качестве своих кровных родственников.

## XVIII век
- В 18 веке Йемен пришел в упадок, и Османская империя вновь предъявила на него свои права.
- 1720—1740 гг. — Расцвет торговли кофе сорта Мока между Йеменом и Европой.
- 1728 год — К востоку от Адена возникли маленькие независимые эмираты и султанаты, такие как Лахдж в 1728 году.
- 1728-31 гг. — Султан Лахеджа, шейх племени Абдали и приверженец шафиизма, объявляет о своей независимости и захватывает Аден.
- 1748 г. — После смерти своего отца Зайдитским имамом становится Аль-Махди Аббас.
- 1750 г. — Некий маг Ахмед аль-Хасани напал на форты племён Хашид и Бакил, но в итоге был убит.[10]
- 1750—1751 гг. — По приказу имама Аль-Махди Аббас в Санаа была построена мечеть аль-Махди.[11]
- 1759 г. — Набег людей племени Бакил на территорию подвластную зайдитскому имаму Аль-Махди Аббас и они были побеждёны.[10]
- 1763 г. — Немецкий путешественник Карстен Нибур возглавляет датскую экспедицию в Йемен. В Санаа Нибур наносит визит имаму Аль-Махди Аббас.
- 1768 г. — Возникла религиозная оппозиция против правления имама Аль-Махди Аббас. Некоторые кади пропагандируют восстание против управителей (губернаторов) имама, якобы люди из Санаа действовали еретическим методом. Однако, они не получили поддержки в дальнейшем.[10]
- 1770 г. — Был усмирён бунт племени Барат против зайдитского иммамата.[10]
- 1772 г. — Нехватка кукурузы вызвала бунт в самой столице Санаа. Аль-Махди Аббас привел силу, которая победила бунтовщиков. Ему помогали шотландский и французский ренегаты имеющие военный опыт.[10]
- 1798 г. — Англичане захватывают о. Перим.
- 1799 год — Остров Перим был оккупирован английской Ост-Индийской компанией для подготовки к вторжению в Египет.

## XIX век
- 1809 г. — Ваххабиты вторгаются в Хадрамаут и оскверняют могилы.
- 1830 год — Султанат Вахиди поделён на 3 султаната и 1 виайлет.
- 1830—1858 гг. — Борьба султанов Катхири и Куаити за Шибам. Результат — совместное управление.
- 1839 г. — Британские войска под руководством капитана Хайнеса захватывают Аден, важнейший торговый и угольный порт в Красном море. Установление власти на данной территории (до 1967 г.). Египтяне отступают. Остальная часть Йемена находится под влиянием турок (за исключением Тихамы, контролируемой Хуссейном бин Али, шерифом Абу-Ариша).
- 1839 год — из Бомбея была направлена военная сила для захвата Адена. И, в январе 1839 года, несмотря на сопротивление местного населения, город был взят британскими войсками с целью предотвращения его захвата фактически независимым египетским правителем Мухаммедом Али.
- 1830—1858 гг. — Борьба султанов Катхири и Куаити за Шибам. Результат — совместное управление.
- 1841 г. — Эмиль Родигер и Уилхельм Гесениус расшифровывают древние надписи на сабейском и химьяритском языках.
- 1849 г. — Противостояние между Шарифом Хусейном и имамом. Попытка Османской империи завладеть Йеменом заканчивается провалом.
- 1850 г. — Анархия в горных районах — турки удерживают позиции на побережье.
- 1853 г. — Аден объявляется свободным портом.
- В середине 1850-х потомственные имамы были заменены сменяемыми шейхами
- 1858 год — Куайти (сыновья Умара бин Авадх эль-Куайти) отобрали город Шибам у своих противников султанов Катирисов (The Kathiris) правителей султаната Катири в 1858 году.
- 1866 год — Независимый султанат Куайти образовался в 1866 году, когда городом Шихр на берегу Аравийского моря овладел шейх арабского клана Куайти Авадх I. Шихр стал столице султаната.
- Ноябрь 1866 года — Город эш-Шихр был оккупирован Катирисами.
- Май 1867 года — Город эш-Шихр отвоёван у Катирисов и стал частью султаната Куайти.
- 1869 г. — Открытие Суэцкого канала.
- 1869 год — Остров Перим в Баб-эль-Мандебском проливе служил угольной станцией, на которой заправлялись суда, идущие через открытый в этом же году Суэцкий канал.
- с 1870 г. — В Адене появляется первая международная телеграфная станция.
- 1872 г. — Османская империя вновь оккупирует часть Йемена (включая Сану) и правит страной вплоть до 1918 г.
- 1872 год — Во времена второго завоевания Йемена Османами, имам Саид Ахмад ибн Абд аль-Рахман (кат. Sayyid Ahmad ibn Abd al-Rahman) защищал город от турок. Османы взяли Кэукэбани после семи месяцев осады.
- 1872 год — Турки-османы захватили часть страны, включая Сану в 1872 году, и оставались номинальными правителями страны вплоть до 1918 года.
- 1881 год — Куайты завоевали Эль-Мукаллу, почти полность заменив Катирисов (the Kathiris) в контроле большего части побережья Хадрамаута (территория Йемена) в Аденском заливе.
- 10 ноября 1881 года — Государства al-Shihr и al-Mukalla были объедеднены и это государство стало называться ash-Shihr Wa´l Mukalla (Quaiti Sultanate of Shir and Mukalla). Город Мукалла становится главным городом султаната аж до 1967 года.
- 1883 год — русский путешественник А. В. Елисеев (1858—1895) посетил Аден и Ходейду, оставив их описания.
- 1888 год — Великобритании удалось установить протекторат над султанатом Куайти — крупнейшим на территории Хадрамаута.

## XX век

### 1900-е годы
- 1902 год — Куайти становятся единым султанатом который становится частью Протектората Аден Великобритании.
- Став зейдитским имамом в 1904 году после смерти своего отца Мухаммеда, также имама, Яхья бен Мухаммед возглавил восстание местных племён против Османской империи
- 20 апреля 1905 года возглавляемые Яхьей бен Мухаммедом отряды сумели захватить крупнейший город региона Сану и удерживали его в течение шести месяцев, захватив также ряд других городов.

### 1910-е годы
- 1911 г. — Заключение договора между турками и имамом Яхья, согласно которому султан признает полную автономию Северного Йемена. Турки сохраняют право на пребывание в стране турецкого паши и войск.
- 1914 г. — Англо-турецкая конвенция, определяющая границы между Аденским протекторатом и османскими владениями в Йемене.
- 1914-18 гг. — Первая мировая война. Имам Яхья поддерживает турок-османов.
- Июнь 1915 год — Остров Камаран был занят прибывшими из Адена английскими войсками. Шла Первая мировая война.
- 1918 год — Великобритания установила протекторат над княжеством Катири.
- 1918 год — Османская империя разгромлена, имамы снова устанавливают контроль над значительной частью Йемена.
- 1918 год — Турки уступают Таиз получившему независимость Йеменскому Королевству.
- 1919 год — Усилиями Яхьи бен Мухаммеда была создана армия королевства.
- 1920 год — Йеменское королевство получило название Йеменское Мутаваккилийское Королевство.

### 1920-е годы
- 1920 год — Йеменское королевство получило название Йеменское Мутаваккилийское Королевство.
- 1921 г. — После капитуляции турок англичане занимали порт Ходейда с 1918 по 1921 гг..
- 1921 г. — Имам Яхья отвоевывает порт Ходейда у Идрисидов.
- Имам Яхья также развернул активную кампанию по укреплению йеменской государственности, объединив племена Северного Йемена и подавляя восстания сепаратистов в 1922—1923 годах, и проводил курс на международное признание Йемена.
- 1923 г. — Подписание Лазанского мирного договора, определяющего границы современной Турции.
- 1923 год — После подписания Лозаннского мирного договора и распада Османской империи, остров Камаран был подчинён администрации английской колонии Аден.
- 1926 год — Первым международным договором стал договор королевства с Италией, подписанный в 1926 году в Санаа.
- 1926 год — В Анкаре (Турция) состоялись первые контакты официальных представителей Йемена с дипломатами СССР.
- 1 ноября 1928 год — Между СССР и Йеменским Мутаваккилийским Королевством заключён договор о дружбе и торговле.

### 1930-е годы
- 1932 год — Эмир Асира аль-Идриси провозглашает независимость эмирата от Саудовской Аравии. После подавления асирского восстания аль-Идриси бежит в Йемен.
- Март 1933 года — Посланцы имама Йемена Яхьи и короля Абдель Азиза встречаются и обсуждают возможность восстановления власти аль-Идриси. Посланники Азиза настаивали на передаче северного Асира и выдаче членов семьи аль-Идриси.
- Май 1933 года — Йемен захватывает Неджран, который считался йеменцами частью Йемена, блокирует транспортные пути из Асира в Неджд.
- 1934 год — Заключение англо-йеменского договора (г. Санаа), по которому Великобритания сохраняет за собой Аденские протектораты.
- 1934 год — Войска принца Саудовской Аравии Фейсала и его брата короля Сауда Ибн Абдула Азиза завоевывают провинцию Асир.
- 1934 год — Подписание Таифского договора (вблизи г. Ходейда), по которому провинция Асир переходит к Саудовской Аравии.
- 1935 год — Англичанка Фрейя Старк посещает Хадрамаут.
- 1937 год — Извержение вулкана в Йемене.
- 15 октября 1937 год — Продление Итало-йменского договора 1926 года.
- Конец 1930-х годов — После заключения «мира Инграмса», Хадрамаут вошёл в состав Восточного протектората Аден Великобритании.

### 1940-е годы
- 1944 г. — Поэт Мухаммед Аль Зубайри, «отец революции» на севере, возвращается в Йемен из Египта, но вскоре спасается бегством на юг, где формирует Партию свободных йеменцев.
- 1945 год — Король Яхья бен Махаммед поддержал создание Лиги арабских государств. Йемен входит в состав Лиги арабских государств.
- 1947 год — Принятие Йемена в ООН.
  - 2-4 декабря- Еврейский погром в Адене.
- 17 февраля 1948 года — Король Яхья бен Махаммед был застрелен наёмным убийцей в результате заговора.
- 1948 год — Первая Йеменская революция. Его место убитого короля Яхья занимает имам Ахмад. Столица переносится в г. Таиз. Таиз становится столицей Йемена с резиденцией имама.

### 1950-е годы
- 1950 г. — Англо-йеменская конференция в Лондоне, подписание Англо-йеменского договора.
- 1950-51 гг. — Американский археолог Вендэл Филлипс начинает археологические раскопки г. Мариба, где был открыт овальный храм, посвященный богу луны.
- 1952 г. — Имам Ахмад запрещает прослушивание радио в публичных местах.
- 1954 г. — Королева Великобритании Елизавета II приезжает с визитом в г. Аден.
- 1954 г. — Открытие нефтеперерабатывающего завода (построенного «Бритиш Петролеум») и порта на Малом Адене.
- 1955 г. — Первые выборы в законодательный совет в г. Аден.
- 1955 г. — Восстание гарнизона в Таизе, которое было подавлено через несколько дней.
- 31 октября 1955 г. — в Каире (Египет) состоялось подписание Договора о дружбе, возобновившего Договор 1928 года и установившего между СССР и Йеменом дипломатические отношения (обмен ратификационными грамотами произведен 30 марта 1956 г. в Каире).
- 23 апреля 1956 года — стороны (СССР и Йемен) договорились об открытии друг у друга дипломатических миссий (в 1956-58 гг. миссия СССР располагалась в Каире, откуда была перенесена в Таиз в 1958 году).
- 8 марта 1956 года — в Каире между СССР и Йеменским Мутаваккилийским Королевством состоялось подписание Соглашения о торговле и платежах.
- 21 июня — 11 июля 1956 года — наследный принц ЙМК Мохаммед аль-Бадр посетил СССР с дружественным визитом, в ходе которого состоялось подписание Соглашения об экономическом и техническом сотрудничестве.
- 1957 год — начало военно-технического сотрудничества между СССР и ЙМК.
- 1957 г. — Визит наследного принца аль-Бадра в Йемен.
- Начало 1958 года — Под влиянием проводимой Гамалем Абдель Насером политики, направленной против британского колониального господства на Ближнем Востоке, в Адене начало зарождаться антибританское движение, пока ещё не проявляющее себя. Вслед за созданием Объединённой Арабской Республики (создана в феврале 1958 года), Насер предложил Йемену примкнуть к союзу арабских государств, что поставило под угрозу существование Аденского протектората. Из-за страха потерять колонию, Британскими властями было принято решение об объединении отдельных южнойеменских княжеств под английской короной.
- 1958 г. — Йемен входит в состав конфедерации с Объединённой Арабской Республикой.
- 1958 год — в Таизе открылась Миссия СССР в ЙМК (перенесена из Каира).
- 1958-61 — советские специалисты начали строить портовые сооружения в Ходейде (порт «Ахмади»). Строительство длилось с 1958 по 1961 год.
- В феврале 1959 года была создана Федерация арабских княжеств (султанатов) Юга, впоследствии переименованная в Федерацию Южной Аравии (Federation of South Arabia), в которую вошли 6 княжеств Западного протектората. На востоке султанаты Катири и Куайти отказались вступать в Федерацию.
- 1959 год — советское Общество Красного Креста и Красного Полумесяца направило в Йемен 10 тыс. тонн пшеницы для помощи в преодолении последствий засухи.

### 1960-е годы
- 1960-е — В Таизе открываются первые в Йемене водоочистные сооружения.

1960 год
1961 год
- 1961 год — советские специалисты построили портовые сооружения в Ходейде (порт «Ахмади»). Строительство началось в 1958 году.
- 1961 год — Прекратила существование Объединенная Арабская Республика.

1962 год
- 1962 год — Столица снова переносится в Санаа.
- 24 июня — в Сане в бывшей резиденции принца Касима разместилось Посольство СССР (перенесено из Таиза).
- 18 сентября — в Таизе скончался король Йеменского Мутаваккилийского Королевства имам Ахмед. Принц Мухаммед аль-Бадр провозглашён королём под именем Мухаммеда[12].
- 26 сентября — Йеменская армия при поддержке танков штурмом взяла королевский дворец Дар аль-Башаир в Сане. В ходе переворота (Йеменская революция 1962 года) монархия свергнута, страна провозглашена Йеменской Арабской Республикой[13]. Революционное командование свергает нового имама Мохаммеда аль-Бадра, пришедшего к власти неделей раньше (после смерти своего отца).
- 28 сентября — в Йеменской Арабской Республике сформирован Совет революционного командования во главе с Абдаллой ас-Саллялем. В тот же день в Сану и Таиз прибыли первые египетские войска[14][15].
- 29 сентября — СССР признал Йеменскую Арабскую Республику.
- 10 октября — с захвата сторонниками монархии города Саад близ границы Саудовской Аравии началась гражданская война в Северном Йемене[16].
- 30 октября — провозглашена Конституционная декларация Йеменской Арабской Республики, ставшая временной конституцией сроком на 5 лет[14].
- 8 ноября — между Египтом и Йеменской Арабской Республикой подписан договор о взаимной обороне, узаконивший пребывание в Йемене египетского экспедиционного корпуса. Вскоре Анвар Садат назначен представителем президента Насера в Йемене[16].
- 12 декабря — председатель Совета революционного командования Северного Йемена Абдалла ас-Салляль выступил с программой модернизации страны. В тот же день ему присвоено звание маршала[14].
- 19 декабря — Египет выразил готовность отозвать египетский экспедиционный корпус из Северного Йемена, если Саудовская Аравия прекратит поддержку вооружённых отрядов йеменских монархистов[17].

1963 год
- 18 января — Создан Протекторат Южной Аравии из тех областей Аденского протектората, которые не вошли в Федерацию Южной Аравии. Протекторат Южной Аравии состоял из государств Катири, Махра, Куайти и Вахиди Бир Али, располагавшихся на исторической территории Хадрамаут, и султаната Верхняя Яфа, которая была частью Западного протектората Аден.
- 13 апреля — Принята временная конституция Йеменской Арабской Республики[18].
- 26 апреля — в Йеменской Арабской Республике президентским декретом создан Центральный совет по делам племён, племенным шейхам переданы права местного самоуправления и сбора налогов, членам провинциальных советов шейхов были установлены государственные оклады[18].
- 30 апреля — Египет и Саудовская Аравия подписали соглашение о разделении сил в Северном Йемене и прекращении военных действий[19]
- 20 мая — президент Египта Гамаль Абдель Насер выступил с речью, в которой заявил о единстве революционного движения в арабском мире и о том, что египетский экспедиционный корпус в Северном Йемене защищает йеменскую революцию и право Йемена на самоопределение[20].
- 26 мая — президент Йеменской Арабской Республики маршал Абдалла ас-Салляль подписал декрет, которым дал себе право объявлять в стране чрезвычайное положение[21].
- 1 июня — На всей территории Йеменской Арабской Республики введено чрезвычайное положение[22].
- 2 сентября — в Амране собралась конференция 500 шейхов племён Северного Йемена, мусульманских богословов и представителей властей Йеменской Арабской Республики по вопросу о будущем страны. Конференция высказалась за сохранение республиканского режима[23].
- 16 сентября — В Йеменской Арабской Республике в соответствии с решениями Амранской конференции издан указ о создании племенного ополчения[24].
- 26 сентября — открытие международного аэропорта Саны «Ар-Рахаба» («Радушие»), построенного советскими специалистами.
- 1963 год — Основание Национального фронта освобождения оккупированного юга Йемена (НФОЮЙ).
- 14 октября — Шейх Раджих бен Галеб Лабуза поднимает антибританское восстание йеменских племён в горах Радфана (Федерация Южной Аравии). Восстание было поддержано недавно созданным Национальным фронтом оккупированного юга Йемена[25], а начавшаяся война за освобождение Южного Йемена от власти Великобритании получила позднее название «Революции 14 октября»[26].
- 11 декабря — Генеральная Ассамблея ООН по инициативе СССР и ряда других стран приняла резолюцию № 1949 по Адену и британским протекторатам, признававшую право населения Южного Йемена на свободу и независимость и осуждавшую репрессии британских властей Адена в отношении арабов[27]

1964 год
- 4 января — президент Йеменской Арабской Республики Абдалла ас-Салляль вернулся из Каира в Сану в сопровождении египетских руководителей маршала Абдель Хакима Амера и Анвара Садата[28].
- 8 января — президент Йеменской Арабской Республики маршал Абдалла ас-Салляль издал декрет «Об организации власти в ЙАР», выполнивший роль временной конституции[28].
- 13 января — король Саудовской Аравии Сауд ибн Абдель Азиз Аль Сауд, несмотря на противоречия с Египтом и с республиканским режимом в Северном Йемене, прибыл в Каир на совещание глав арабских стран[20].
- 16 января — Иордания признала республиканский режим в Северном Йемене после встречи президента ЙАР Абдаллы ас-Салляля и короля Иордании Хусейна в Каире[20].
- 10 февраля — премьер-министром Йеменской Арабской Республики назначен Хасан аль-Амри, сменивший Абдул Рахмана аль-Арьяни.
- 21 марта — подписан договор О дружбе между СССР и Йеменской Арабской Республикой[29].
- 1964 год — В горах Радфан вспыхивает антианглийское восстание, возглавляемое НФОЮЙ.
- 24 апреля — находившийся в Йемене президент Египта Гамаль Абдель Насер впервые заявил, что будет всячески поддерживать антибританское движение в Адене.[30]
- 27 апреля — принята постоянная конституция Йеменской Арабской Республики.[30]
- 29 апреля — премьер-министром Йеменской Арабской Республики назначен посол в ОАР Хамуд аль-Джейфи[31][32].
- 5 июня — в резиденции Лиги арабских государств в Каире состоялось совещание оппозиционных организаций Южного Йемена обсудившее вопросы организационного единства антибританских сил.[33]
- 30 июня — оппозиционные организации Южного Йемена опубликовали совместную декларацию, в которой подтвердили намерение объединить свои усилия в борьбе с британскими властями.[33]
- 1 октября — создана Организация освобождения оккупированного юга Йемена[34].
- 7 ноября — президент Йеменской Арабской Республики Абдалла ас-Салляль объявил о прекращении военных действий против монархистов в ночь на 8 ноября в соответствии с Эрквитскими соглашениями. Однако гражданская война не прекратилась[22].
- 2 декабряа — заместители премьер-министра Йеменской Арабской Республики Мухаммед Махмуд аз-Зубейри и Абдуррахман аль-Арьяни и председатель Консультативного совета ЙАР Ахмед Мухаммед Науман подали в отставку, обвинив президента Абдаллу ас-Салляля в превышении полномочий. В стране начался правительственный кризис.[35]

1965 год
- 11 марта — в Каире в штаб-квартире Лиги арабских государств состоялось совещание политических организаций Южного Йемена, безуспешно попытавшихся договориться о единстве действий[34].
- 1 апреля — в районе Барат во время посещения племён убит северойеменский поэт и политик Мухаммед Махмуд аз-Зубейри, пытавшийся прекратить гражданскую войну между республиканцами и монархистами путём объединения нации на почве ислама[36].
- 21 апреля — на следующий день после отставки правительства Йеменской Арабской Республики во главе с Хасаном аль-Амри сторонник убитого 1 апреля М. М. аз-Зубейри Ахмед Мухаммед Науман сформировал новый кабинет и выступил с правительственной программой[36].
- 2 мая — в Хамере (Йеменская Арабская Республика) открылась общенациональная конференция с участием представителей республиканского режима и монархической оппозиции. Хамерская конференция выразила доверие новому правительству страны, высказалась за создание национальной армии, вывод египетских войск и введение консервативной конституции Мухаммеда Махмуда аз-Зубейри[36].
- 1965 г. — Организация освобождения оккупированного юга (ОЛОС) и Национальный фронт (НФОЮЙ) образуют Фронт освобождения оккупированного южного Йемена (ФЛОСИ).
- 22 июня В городе Джибла (Йеменская Арабская Республика) открылся I съезд Национального фронта освобождения оккупированного юга Йемена. В ходе трёх дней работы съезд принял Национальную хартию, провозгласившую отказ от капиталистического пути развития Южного Йемена[37].
- 13 июля — обнародована Национальная хартия Йеменской Арабской Республики, подтвердившая незыблемость республиканского строя и союз с Египтом[38].
- 20 июля — сформировано правительство Йеменской Арабской Республики во главе с Хасаном аль-Амри[38].
- 10 августа — в городе Таиф (Саудовская Аравия) политики Северного Йемена и монархисты подписали пакт, провозгласивший создание «Йеменского исламского государства». Пакт предусматривал проведение плебисцита по будущему государственному устройству страны после вывода египетских войск и прекращения гражданской войны[39].
- 24 августа — президент Египта Гамаль Абдель Насер и король Саудовской Аравии Фейсал ибн Абдель Азиз ас-Сауд подписали в Джидде соглашение по йеменскому вопросу. Предусматривалось проведение в Йеменской Арабской Республике плебисцита по будущему государственному устройству не позднее 23 ноября 1966 года и эвакуация египетских войск их Северного Йемена[39].
- 25 сентября — британский верховный комиссар отменил действие конституции колонии Аден и отправил в отставку местное правительство во главе с Абделем Кави Макави[40].
- 2 октября — в Адене, Лахадже и других городах Южного Йемена по призыву Национального фронта освобождения оккупированного юга Йемена прошли забастовки и демонстрации[41].
- 18 октября — лидер Национального фронта освобождения оккупированного юга Йемена Кахтан аш-Шааби выступил в Четвёртом комитете ООН и потребовал немедленного вывода британских войск из южного Йемена[42].
- 2 ноября — отложена на неопределённый срок Вторая конференция глав государств и правительств стран Азии и Африки в Алжире, которую называли «вторым Бандунгом».
- 5 ноября Генеральная Ассамблея ООН приняла резолюцию № 2023 по Южному Йемену, признававшую единство Адена, Восточного и Западного протекторатов и требовавшую вывода британских войск со всех южнойеменских территорий[42].
- 23 ноября — началась эвакуация египетского экспедиционного корпуса из Северного Йемена[39]. В тот же день открылась Харадская конференция по национальному примирению, так и не вынесшая решений после месяца работы[43].

1966 год
- 13 января — в Таизе (Йеменская Арабская Республика) подписано соглашение о слиянии Национального фронта освобождения оккупированного юга Йемена (НФООЮЙ) и Организации освобождения оккупированного юга Йемена во Фронт освобождения оккупированного юга Йемена (ФЛОСИ) во главе с Абделем Кави Макави[44]. На следующий день генеральный секретарь НФООЮЙ Кахтан аш-Шааби объявил это соглашение недействительным, а действия подписавшего соглашение Али Салями — самовольными[45].
- 7 июля — в городе Джибла (Йеменская Арабская Республика) открылся II съезд Национального фронта освобождения оккупированного юга Йемена, провозгласивший НФООЮЙ единственной политической организацией, представляющей интересы народа Южного Йемена[46].
- 12 августа — отставка правительства Йеменской Арабской Республики во главе с Хасаном аль-Амри[38].
- 18 сентября — президент Йеменской Арабской Республики маршал Абдалла ас-Салляль лично возглавил правительство после отставки кабинета Хасана аль-Амри в августе, укрепив в нём позиции радикальных республиканцев и сократив представительство племенной знати[47].
- 26 сентября — в Йеменской Арабской Республике произошло вооружённое столкновение между войсками египетского экспедиционного корпуса и местными националистами. После этого ЙАР потребовала «полной независимости», вывода египетских войск и снятия Анвара Садата с поста личного представителя Насера в Северном Йемене[48].
- 14 октября — массовые антибританские демонстрации в Адене по призыву Национального фронта освобождения оккупированного юга Йемена[49].
- 29 ноября — в деревне Хамр (Йеменская Арабская Республика) открылся III съезд Национального фронта освобождения оккупированного юга Йемена, провозгласивший отказ от союза с Фронтом освобождения оккупированного юга Йемена (ФЛОСИ) и продолжение самостоятельной вооружённой борьбы с британским протекторатом.[50]
- 12 декабря — Национальный фронт освобождения оккупированного юга Йемена официально объявил о выходе из состава Фронта освобождения оккупированного юга Йемена (ФЛОСИ)[50]. НФОЮЙ выходит из ФЛОСИ, чтобы обрести независимость.
- 14 декабря — президент Йеменской Арабской Республики маршал Абдалла ас-Салляль на митинге в Сане объявил о создании правящей партии — Народного революционного союза[51].

1967 год
- 2 апреля — в Аден прибыла специальная миссия ООН для контроля над выполнением резолюции Генеральной Ассамблеи ООН от 12 января 1966 года. Миссия провалилась, так как Национальный фронт отказался вести переговоры и продолжил вооружённую борьбу[52].
- 20 мая — в Аден прибыл новый верховный комиссар Великобритании Хэмфри Тревельян, имевший своей задачей подготовить мирную эвакуацию британских войск из Южного Йемена и передачу власти арабскому освободительному движению[52].
- 19 июня — министр иностранных дел Великобритании заявил, что Южный Йемен получит независимость к 9 января 1968 года[53].
- 20 июня — арабские повстанцы в Адене убили 22 британских солдата, захватив Кратер, один из районов Адена[54].
- 22 июня — в Южном Йемене партизаны Национального фронта захватили район Эд-Дали и арестовали местного эмира[55].
- 23 июня — в Гласборо (США) произошла первая встреча президента США Линдона Джонсона и Председателя Совета министров СССР А. Н. Косыгина по ближневосточному вопросу. Вторая встреча произошла там же 25 июня.
- 25 июня — в Южном Йемене партизаны Национального фронта захватили район Шуэйб и арестовали местного шейха вместе с семьёй[55].
- 10 августа — миссия ООН по Адену прибыла в Женеву и начала переговоры с рядом султанов и шейхов Южного Йемена. Национальный фронт освобождения оккупированного юга Йемена и другие южнойеменские организации осудили эти шаги миссии[54].
- 12 августа — в Южном Йемене партизаны Национального фронта захватывают район Мафляхи и арестовали местного шейха[55].
- 13 августа — в Южном Йемене партизаны Национального фронта захватили районы Лахдж и Датина, местные правители скрылись[55].
- 27 августа — в Южном Йемене партизаны Национального фронта захватили район Авадиль[55].
- 28 августа — в Южном Йемене партизаны Национального фронта захватили районы Зангибар и Нижний Яфаи[55].
- 31 августа — на встрече президента Египта Насера и короля Саудовской Аравии Фейсала в Хартуме достигнута договорённость о выводе египетской армии из Северного Йемена в обмен на прекращение помощи йеменским монархистам[56].
- 2 сентября — в Южном Йемене партизаны Национального фронта захватили районы Верхний Яфаи, Эль-Касири и Эль-Акраби. Исполком Национального фронта заявил, что является единственным претендентом на власть[55].
- 9 сентября — в Южном Йемене партизаны Национального фронта захватили район Нижний Авалик, убив местного наместника[55].
- 14 сентября — в Южном Йемене партизаны Национального фронта захватили султанат Эль-Махра и арестовали султана[55].
- 16 сентября — в Южном Йемене партизаны Национального фронта захватили султанат Эль-Куайти, султан отрёкся от престола[55].
- 2 октября — в Ходейде, куда из осаждённой монархистами Саны прибыли многие руководители Йеменской Арабской Республики, начались массовые демонстрации протеста[57].
- 27 октября — в Южном Йемене партизаны Национального фронта вступают в шейхство Верхний Авалик[55].
- 2 ноября — верховный комиссар Великобритании в Адене Хэмфри Тревельян заявил о переносе сроков предоставления независимости Южному Йемену на конец ноября 1967 года[58].
- 5 ноября — свергнут вылетевший с визитом в Ирак президент Йеменской Арабской Республики маршал Абдалла ас-Салляль. Объявлено, что он смещён со всех постов и лишён всех званий. К власти пришёл Республиканский совет, который возглавил Абдуррахман аль-Арьяни[59].
- 14 ноября — министр иностранных дел Великобритании Джордж Браун заявил, что Южный Йемен получит независимость 30 ноября.[60]
- 22 ноября
  - В Женеве начались переговоры между британским министром по делам колоний лордом Шеклтоном и лидером Национального фронта Кахтаном аш-Шааби о предоставлении независимости Южному Йемену[60].
  - Резолюция Совета Безопасности ООН о политическом урегулировании на Ближнем Востоке[61].
- 26 ноября — провозглашена Народная Республика Южного Йемена.
- 29 ноября — в Южном Йемене силы пришедшего к власти Национального фронта взяли под контроль последний континентальный султанат — Верхний Авалик. На следующий день они высадились на острове Сокотра[55]. Последний британский солдат покинул Аден[62].
- 1967 г. — Англичане передают независимость «Народной Демократической Республики Йемен» Национальному фронту (НФ).
- 30 ноября — Протекторат Южной Аравии распался 30 ноября 1967 года, после чего последовало падение монархий в составлявших его государствах. Территория протектората вошла в новую независимую Народную Республику Южного Йемена. Первым президентом Народной Республики Южного Йемена стал генеральный секретарь Национального фронта Кахтан аш-Шааби, который также возглавил правительство. Распространено программное заявление Генерального руководства фронта, провозглашающее широкие социальные преобразования[63].
- 1967—75 гг. — Закрытие Суэцкого канала.
- 6 декабря — в Северном Йемене силы монархистов перерезали дороги, ведущие из Саны в Ходейду и Таиз, и начали артиллерийский обстрел аэродрома в Рахбе и ближайших подступов к столице. Республиканские власти начали выдачу оружия добровольцам[64].
- 11 декабря — в Народной Республике Южного Йемена отменены британские законы. Одновременно конфискована вся частная собственность местных феодалов и бывших членов федерального правительства[65].
- 17 декабря — в Народной Республике Южного Йемена введено новое административное деление на 6 провинций[65].

1968 год
1969 год
- 25 января — Военные во главе с майором Абдель Ракибом пытались свергнуть правительство Северного Йемена. Все заговорщики убиты при задержании[66].
- 1969 г. — Окончание гражданской войны на севере. Формирование правительственного аппарата Йеменской Арабской Республики (ЙАР).
- 1969 г. — Президент К. аш-Шааби смещен со своего поста. Приход к власти левого крыла Национального фронта Южного Йемена. Позднее попадание под опеку СССР и Восточной Германии.
- 7 февраля — Подписано соглашение о торговле, экономическом и техническом сотрудничестве между СССР и Народной Республикой Южного Йемена[67].
- 16 марта — Открылась сессия Национального совета Йеменской Арабской Республики. Национальный совет провозгласил себя высшим законодательным органом переходного периода, призванным разработать новую конституцию страны[66].
- 6 апреля — Премьер-министром Народной Республики Южного Йемена назначен Фейсал Абд аль-Латиф аль-Шааби[68].
- 19 июня — Президент Южного Йемена Кахтан аш-Шааби сместил министра внутренних дел Мухаммеда Хейтама, что вызвало политический кризис[69].
- 23 июня — Смещён президент Народной Республики Южного Йемена Кахтан аш-Шааби, власть перешла к левому крылу Национального фронта во главе с Абдель Фаттах Исмаилом (возглавил Фронт), Салемом Рубайя Али (возглавил государство) и Мохаммедом Хейтамом (стал главой правительства)[70].
- 8 июля — Хасан аль-Амри смещён с постов премьер-министра и главнокомандующего вооружёнными силами Йеменской Арабской Республики[71].
- 2 сентября — Премьер-министром Северного Йемена назначен инженер Абдалла аль-Куршуми, сменивший Мохсина аль-Айни[71][72].
- 28 ноября — В Южном Йемене принят Закон об экономической организации государственного сектора. По нему национализированы все банки, страховые, торговые и прочие компании[73].
- 29 декабря — Реорганизован Президентский совет Народной Республики Южного Йемена. Его состав сокращён до трёх членов: Салем Рубайя Али (председатель Совета), Абдель Фаттах Исмаил (лидер правящего Национального фронта) и Мухаммед Хейтам (премьер-министр)[68].

### 1970-е годы
1970 год
- 30 ноября — Вступила в силу новая конституция Южного Йемена. Народная Республика Южного Йемена получила новое название — Народная Демократическая Республика Йемен[74].
- 28 декабря — Принята новая конституция Йеменской Арабской Республики[74].

1971 год
- 2 августа — Премьер-министром Народной Демократической Республики Йемен назначен Али Насер Мухаммед

1975 год
- 1975 г. — Возобновил работу Суэцкий канал.

1978 год
- 1978 г. — Али Абдалла Салех становится президентом ЙАР.

### 1980-е годы
1980 год
- 1980 — Президент Абдель Фаттах Измаил уходит в отставку, его пост занимает Али Насер Мухаммед.

1981 год
1982 год
- 1982 г. — Землетрясение в провинции Дхамар уносит 1900 жизней. Наводнения в НДРЙ наносят серьёзный ущерб экономике страны, имеются многочисленные человеческие жертвы.
- 1982 г. — Три города внесены в список мирового наследия ЮНЕСКО: Шибам (1982), Сана (1986), Забид (1993).

1983 год
- Непосредственные этнографические разыскания в Йемене петербургские ученые начали только в 1983 г., в рамках СОЙКЭ, созданной П. А. Грязневичем и Б. Б. Пиотровским"[75].

1984 год
- В 40 км к северо-востоку от Мариба впервые найдены залежи нефти.

1986 год
1986 год
- 1986 г. — Попытка государственного переворота «сверху», предпринятая 13 января 1986 г. президентом Али Насером Мухаммедом и его сторонниками, привела к многочисленным жертвам, гибели Абдель Фаттаха и основных лидеров внутрипартийной оппозиции (Али Антара, Али Шаи Хади, Салеха Муслеха Касема).
- 1986 г. — После кровавых баталий, председатель НДРЙ А. Мухаммед и его сторонники бегут из страны в ЙАР (в Северный Йемен).
- 1986 г. — Торжественное открытие новой плотины в Марибе.

1989 год
- 1989 г. — В провинции Хадрамаут обнаружена нефть.

### 1990 год

Северный Йемен (оранжевый) и Южный Йемен (синий) до 1990 года.

- 1990 год — Северный и Южный Йемен (ЙАР и НДРЙ) объединяются в единую Йеменскую Республику. Президентом нового государства становится Али Абдалла Салех.
- 1990—1991 годы — Около одного миллиона йеменцев высылаются из Саудовской Аравии (после внесения изменений в иммиграционные правила).

### 1991 год
- 1990—1 гг. — Около одного миллиона йеменцев высылаются из Саудовской Аравии (после внесения изменений в иммиграционные правила).

### 1993 год
- 1993 г. — Проведение общенациональных выборов. Йеменская социалистическая партия (бывшие руководители НДРЙ) фактически прекращает свое существование. Президентом страны переизбран Али Абдалла Салех.
- В 1993—1997 годах шейх Хусейн Бадр Ад-Дин Аль-Хути (по арабски|حسين بدر الدين الحوثي), лидер йеменских зейдитов и организации Аш-Шабаб аль-мумин (Правоверная молодежь), был членом Депутатского собрания от округа Марран (провинции Саада).[76]

### 1994 год
- 1994 г. — Непродолжительная гражданская война между ЙАР и НДРЙ. В июле вооруженные силы северян президента А. Салеха вступают в Аден.

### 1995 год
- 1995 год — Эритрея оспаривала принадлежность островов Ханиш с Йеменом, в связи с чем между государствами произошёл вооружённый конфликт.

### 2000 год
- 2000 г. — Согласование северной границы с Саудовской Аравией.

## XXI век

### 2004 год
- В 2004 году шейх Хусейн Бадр Ад-Дин Аль-Хути (по арабски|حسين بدر الدين الحوثي), лидер йеменских зейдитов и организации Аш-Шабаб аль-мумин (Правоверная молодежь), выступил с резкой критикой в адрес президента и правительства Йемена, которые, по его мнению, продались Соединённым Штатам. Затем, провозгласив себя имамом и объявив о создании эмирата, Аль-Хути укрылся в горах на севере страны. В ответ йеменские власти обвиняли его «в распространении религиозных заблуждений, которые сеют межконфессиональную рознь и подрывают социальную безопасность в стране»[77].
- 18 июня 2004 года — Попытка ареста Аль-Хути 18 июня 2004 года обернулась вооружённым столкновением правительственной армии с его сторонниками, которая привела к гражданской войне, в ходе которой в 2004 году он был убит. После его смерти лидером повстанцев стал его отец Бадр Ад-Дин Хусейн Аль-Хути, а затем его брат Абдул-Малик Ад-Дин Аль-Хути.

### 2007 год
- В 2007 году исполнилось 25 лет со дня создания Советско-Йеменской комплексной экспедиции (СОЙКЭ) в Южном Йемене, в особенности в Хадрамауте и на Сокотре. Издано более 300 научных и научно-популярных текстов, монографий на русском, арабском и др. иностранных языках. Исследования затрагивают историко-культурные, археологические, антропологические и лингво-этнографические аспекты жизни Южного Йемена. Сегодня начатые исследования СОЙКЭ и поныне продолжает Российская археологическая миссия в Республике Йемен. «Планы полевого изучения хадрамаутских древностей рассматривало Русское Императорское географическое общество ещё в 1852 году, но им помешала Крымская война. С первой половины прошлого века традиционным жилищем и женской одеждой Хадрамаута по письменным источникам занималась В. А. Крачковская. Непосредственные этнографические разыскания петербургские ученые начали только в 1983 году, в рамках СОЙКЭ, созданной П. А. Грязневичем и Б. Б. Пиотровским»[75].

### 2008 год
- 17 июля — Столкновения между правительственными войсками и шиитскими мятежниками на севере Йемена удалось остановить. Об этом заявил президент Йемена Али Абдалла Салех в телеобращении к населению страны. «Мы объявляем об окончании войны, — сказал Салех. — Диалог цивилизованнее и лучше, нежели кровопролитие». По данным властей, за время конфликта были убиты более 3,5 тыс. человек. Тысячи семей покинули свои дома, спасаясь от ожесточенных столкновений[78].
- 2008 г. — Архипелаг Сокотра внесён в Список всемирного наследия ЮНЕСКО
- 1 ноября 2008 года, исполнилось 80 лет российско-йеменским официальным отношениям, так как Россия преемница СССР.
- 22 ноября 2008 года — Президентская мечеть в Сане. 22 ноября 2008 года состоялось официальное открытие пятничной мечети Аль-Салех в Сане. Строительство длилось 5 лет и финансировалось президентом Йемена Али Абдаллой Салехом. На торжественное мероприятие съехались делегации и видные деятели из разных стран.

### 2009 год
- По заявлению ЦБ Республики Йемен, с 14 ноября 2009 года он выпускает в обращение банкноту в 250 йеменских риалов.

### 2011 год
- С 18 марта 2011 года в Йемене введено Чрезвычайное Положение на срок 30 дней. Массовые демонстрации проходят по всей стране. МИД России пока не дает никаких рекомендаций россиянам.